# Лия Луис
Лия Луис (на английски: Lia Louis) е английска писателка на произведения в жанра любовен роман.

## Биография и творчество
Лия Луис е авторка от Хартфордшър, Англия, където живее с партньора си и трите им малки деца. Преди да създаде семейство, тя работи като копирайтър и коректор на свободна практика. Тя е победителка в годишното състезание за писатели на списание „Ел“ за 2015 г. и сътрудничи на блога за начинаещи писатели Writers and Artist  на изд. Блумсбъри. 
Дебютният ѝ роман Somewhere Close to Happy е купен в Обединеното кралство от изд. Орион и излиза през юни 2019 г. Той също е предварително купен в Италия и продаден на търг в Испания. Вторият ѝ роман Dear Emmie Blue е продаден на общо 15 територии освен Обединеното кралство, включително Германия, където става бестселър. Публикуван е от изд. Trapeze във Великобритания през 2020 г.

## Произведения

### Самостоятелни романи
- Somewhere Close to Happy (2019)
- Dear Emmie Blue (2020)
- Eight Perfect Hours (2021)